# Skånska symboler
Skånska symboler är symboler som associeras med landskapet Skåne. Historiskt har Skåne varit del av Danmark, först på 1600-talet blev Skåne del av Sverige efter freden i Roskilde. Tillsammans med Halland och Blekinge kallas den tidigare östra delen av Danmark för Skåneland. Ibland ingår även Bornholm i detta begrepp.
Överförandet av Skåne till Sverige var inte populärt hos alla skåningar. Fortfarande[när?] finns det personer i Skåne som inte ser sig som svenskar eller danskar. Det finns till exempel det lilla partiet Skånepartiet som vill ha självständighet från Sverige, partiet var representerat i Malmö kommunfullmäktige 1985–2006 och fick 2 847 röster i kommunvalet 2006. 
Den skånska dialekten är en distinkt dialekt som också kan vara symbolisk för Skåne.

## Den skånska flaggan
Den skånska flaggan är en korsflagga med gult kors och röd bakgrund.

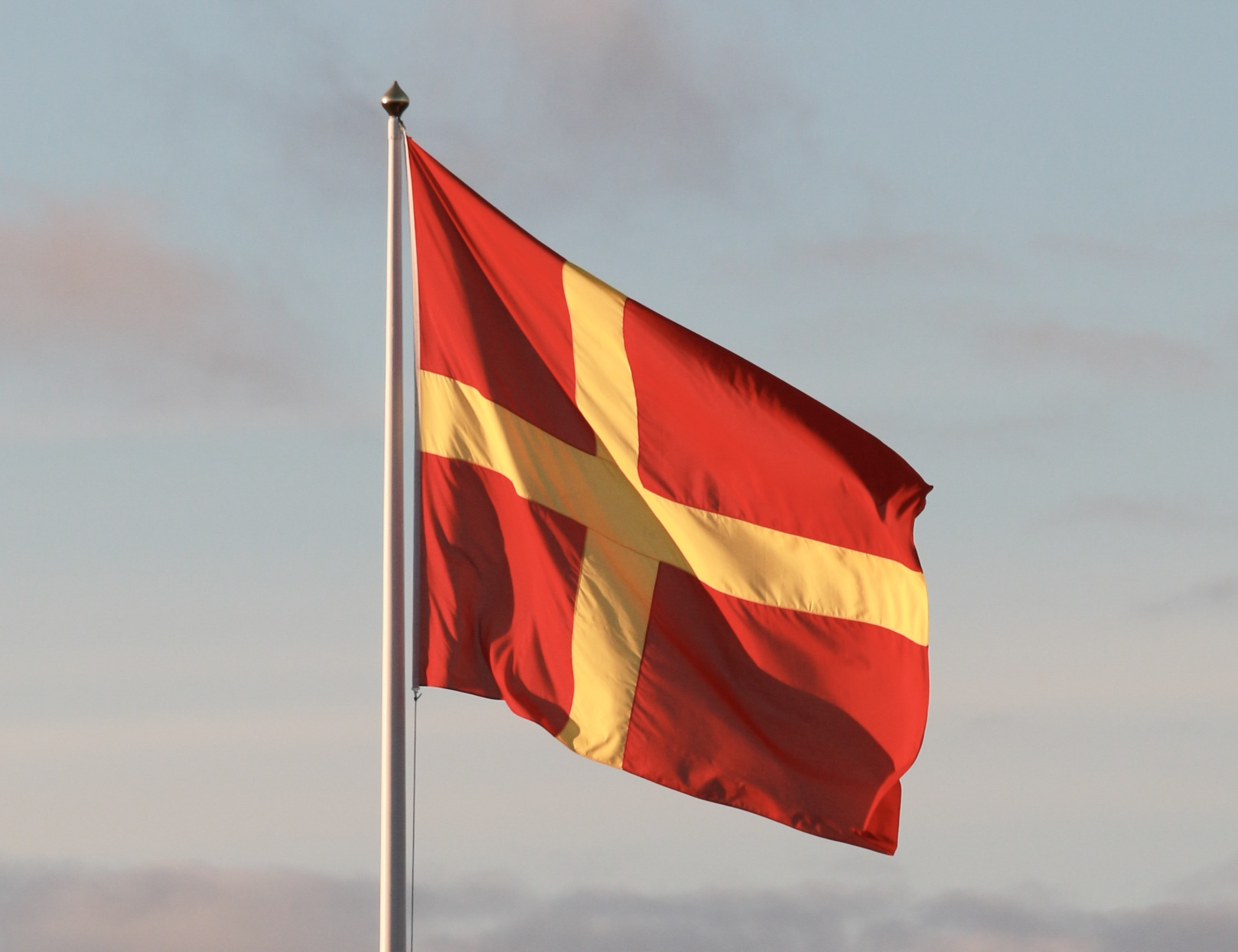
Den skånska flaggan.
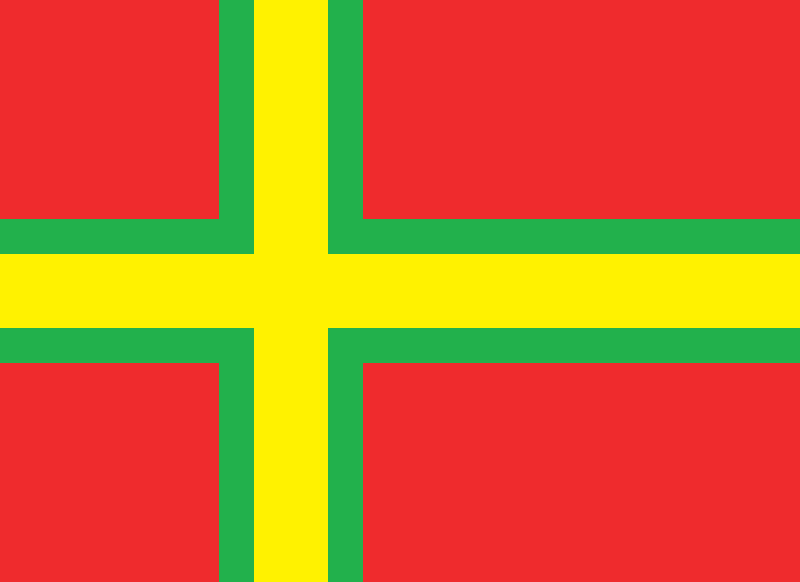
Österlens flagga (sydöstra Skåne)

## Heraldiska symboler
Landskapsvapenbilderna är förklarade i text och kan därför uppkomma i flera olika versioner. Denna förklarande text kallas blasonering.

Den skånska landskapsvapenbilden.
Den skånska länsvapenbilden.
Den historiska vapenbilden för Malmöhus län.
Den historiska vapenbilden för Kristianstad län.

## Landskapssymboler
August Wickström och Paul Petter Waldenström tog fram landskapsblommorna 1908. Där valdes bok som skånsk landskapsblomma men detta protesterade skåningarna starkt emot och istället valde de prästkragen som landskapsblomma.

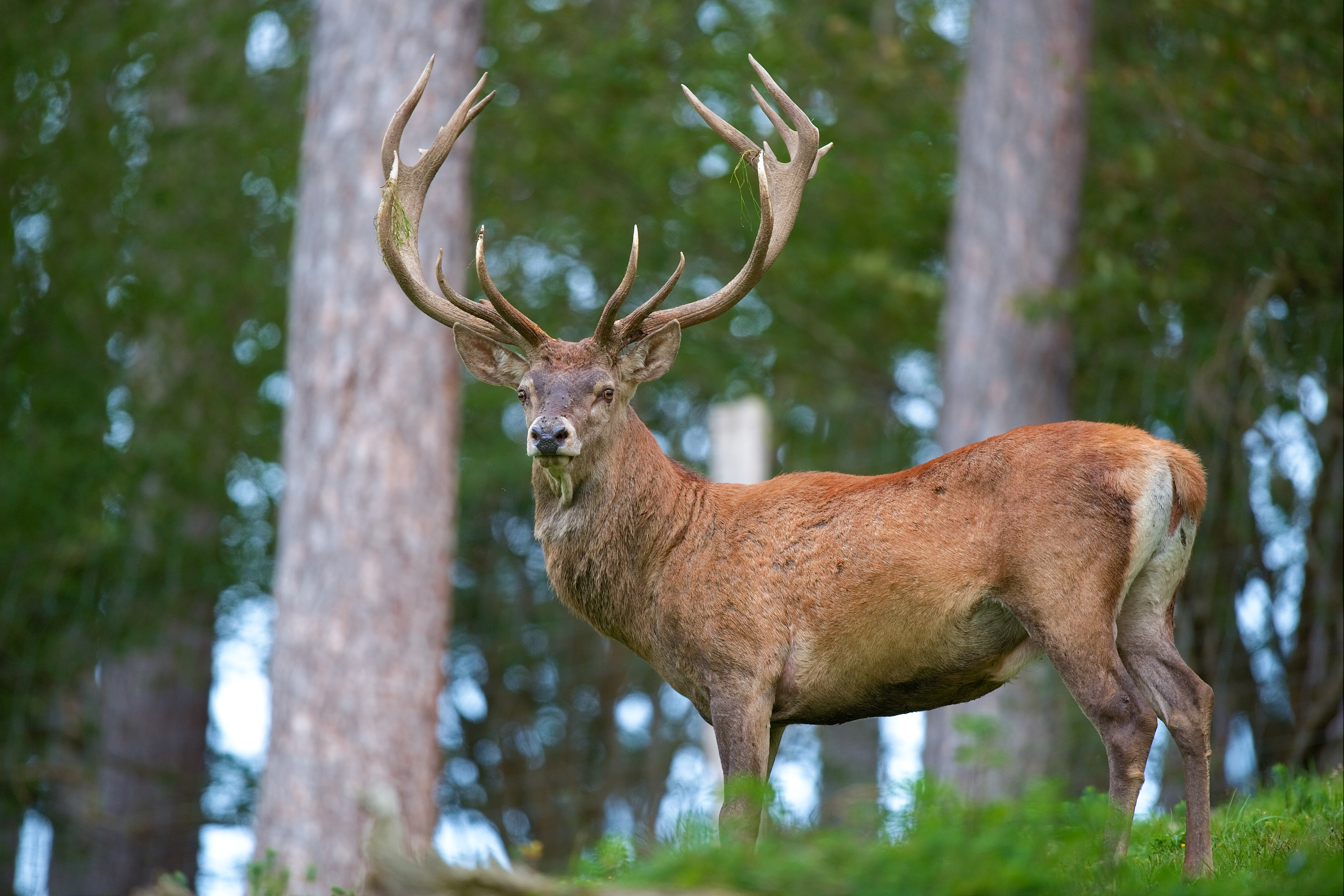
Kronhjorten är Skånes landskapsdjur.
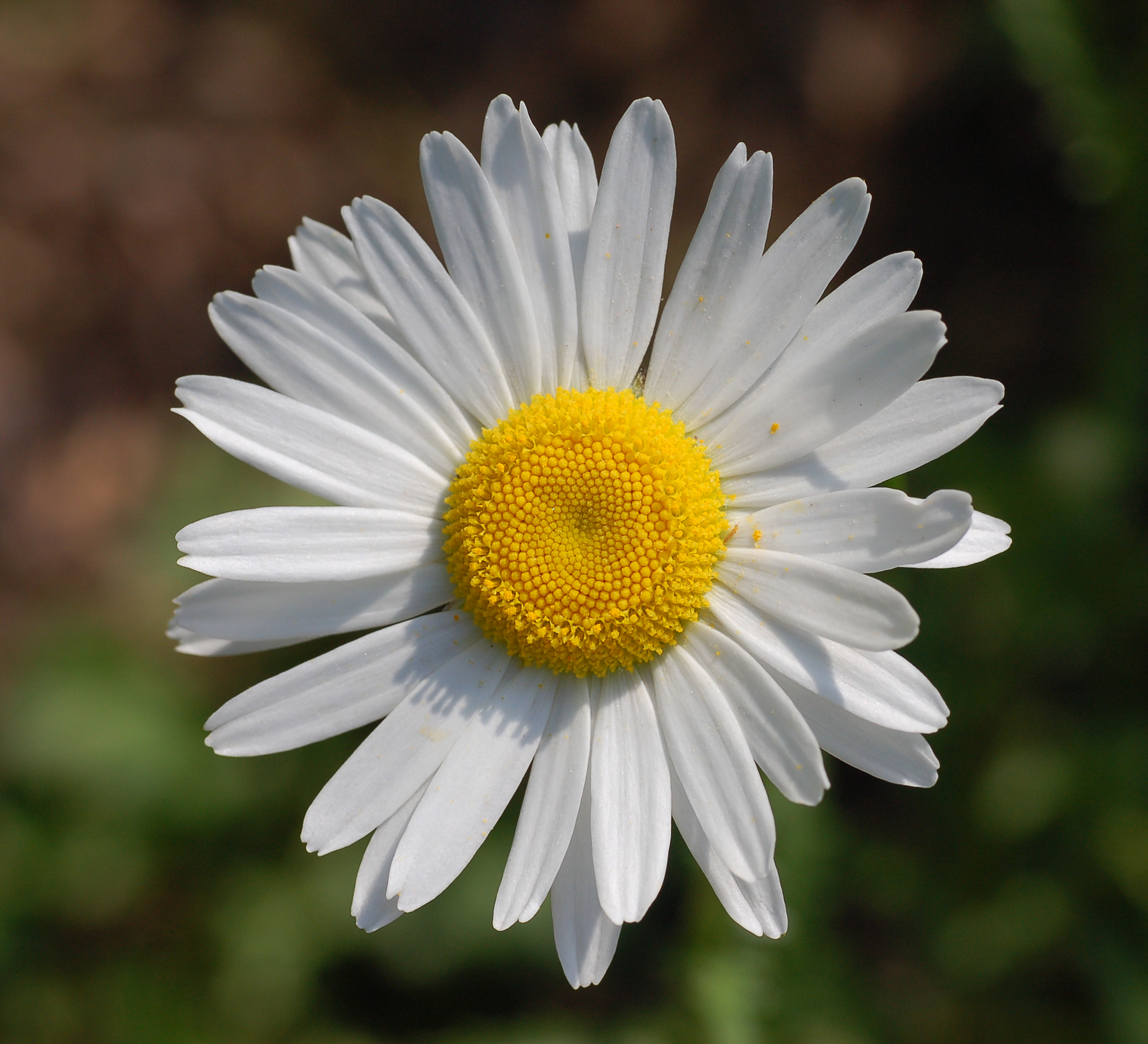
Prästkragen är Skånes självvalda landskapsblomma.
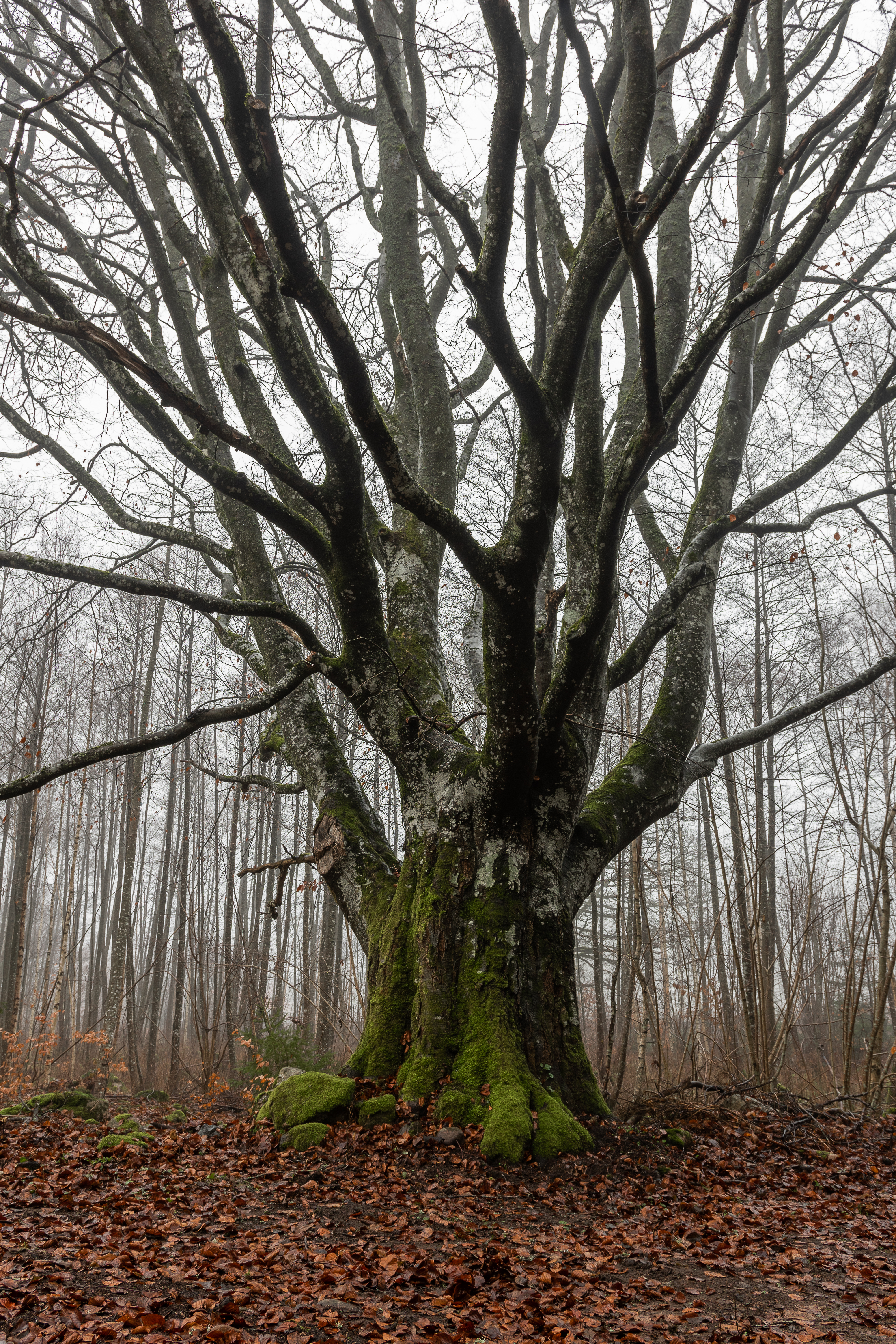
Bokträd i norra Skåne.
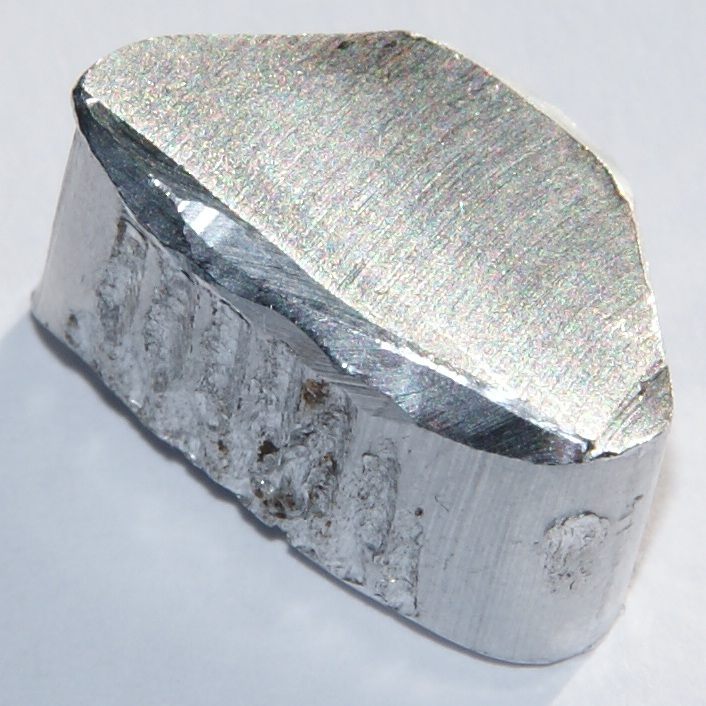
Aluminium är Skånes landskapsgrundämne.
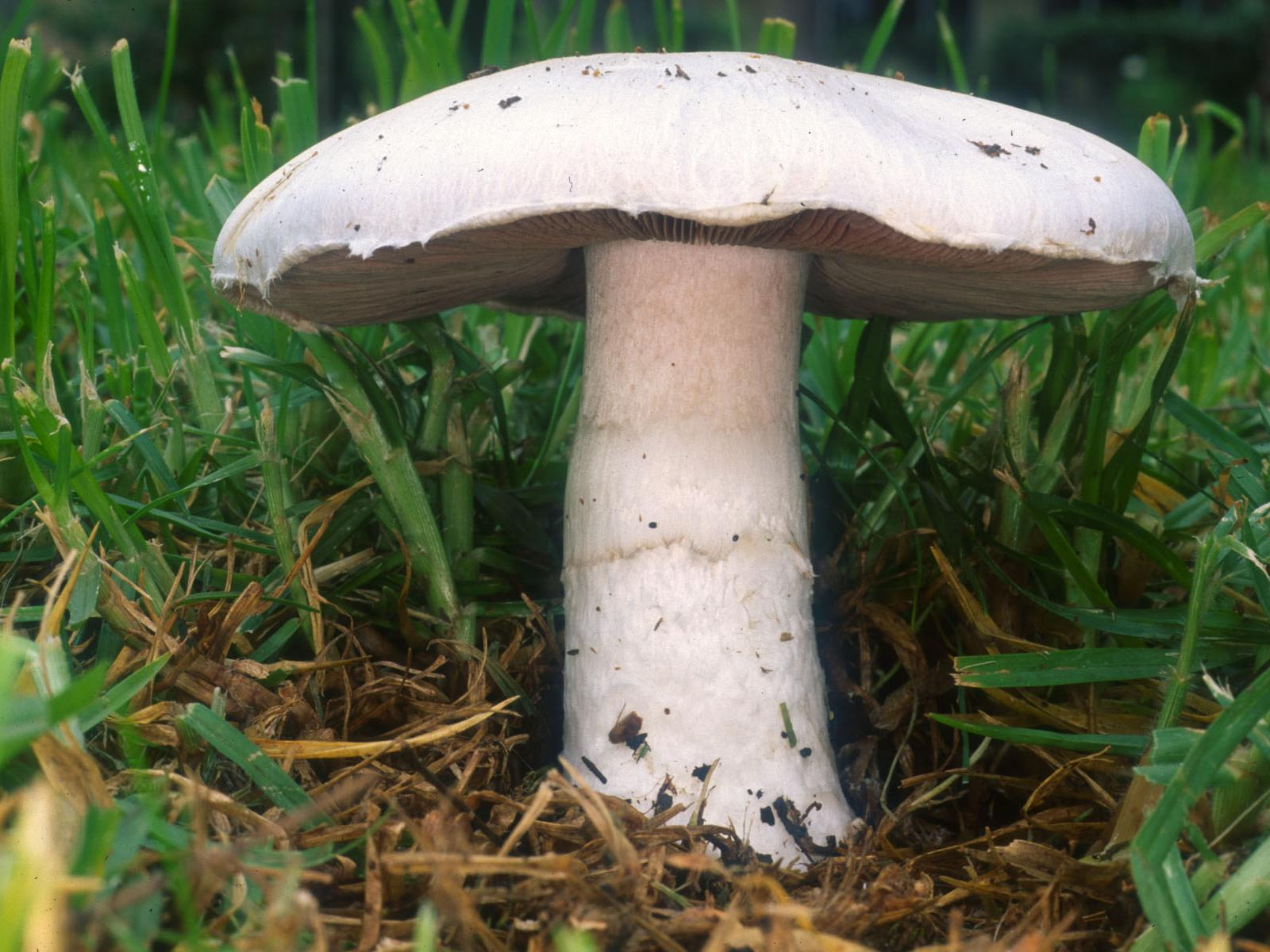
Ängschampinjon är Skånes landskapssvamp.
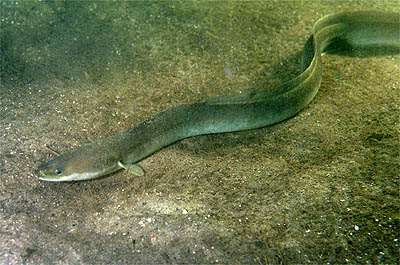
Ål är Skånes landskapsfisk
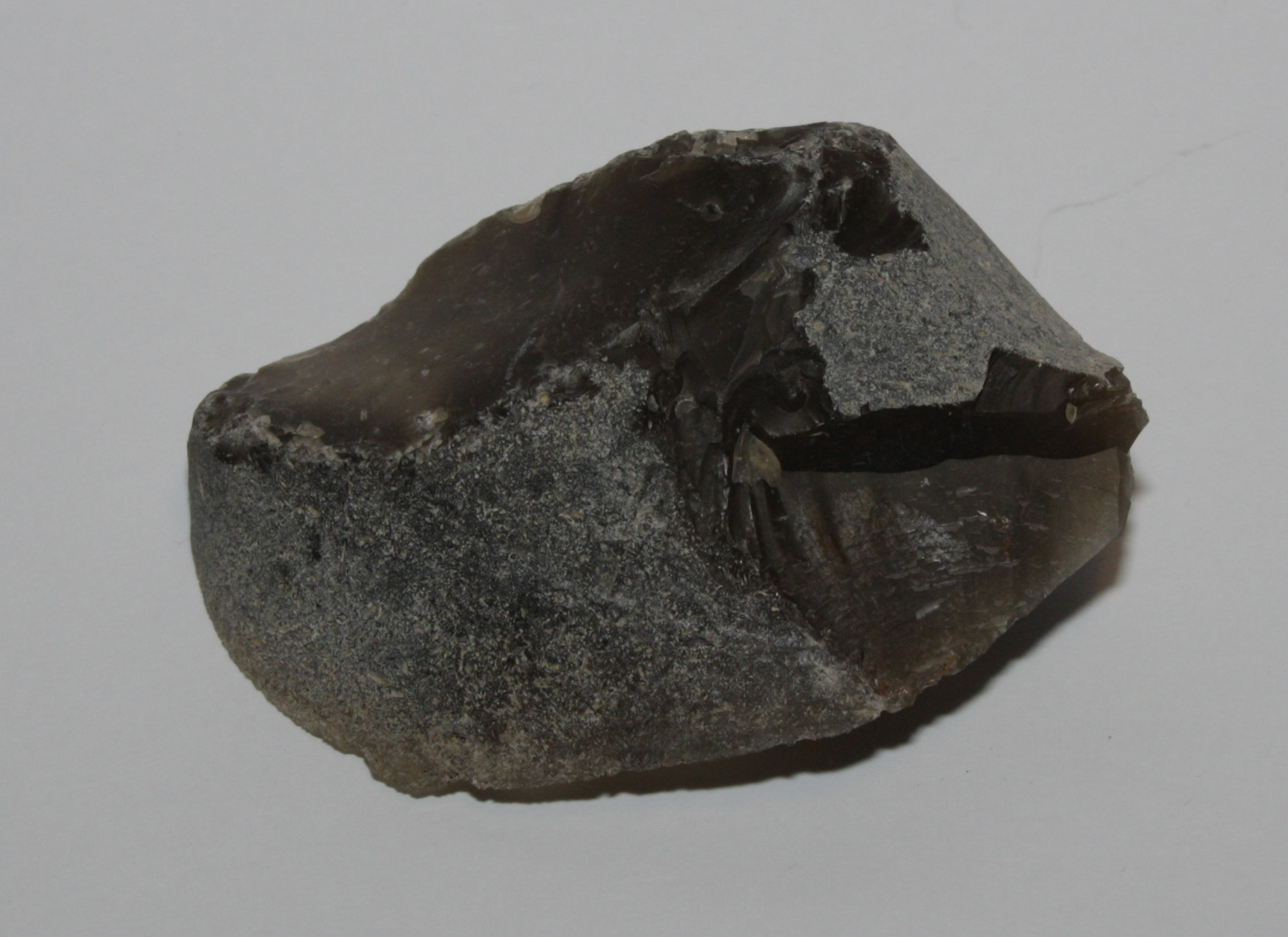
Flinta är Skånes landskapssten.
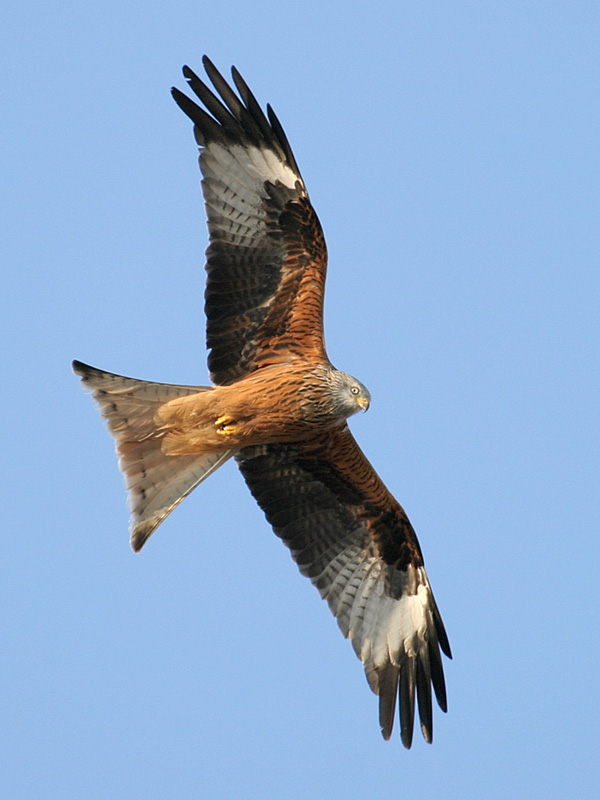
Röd Glada är Skånes landskapsfågel.
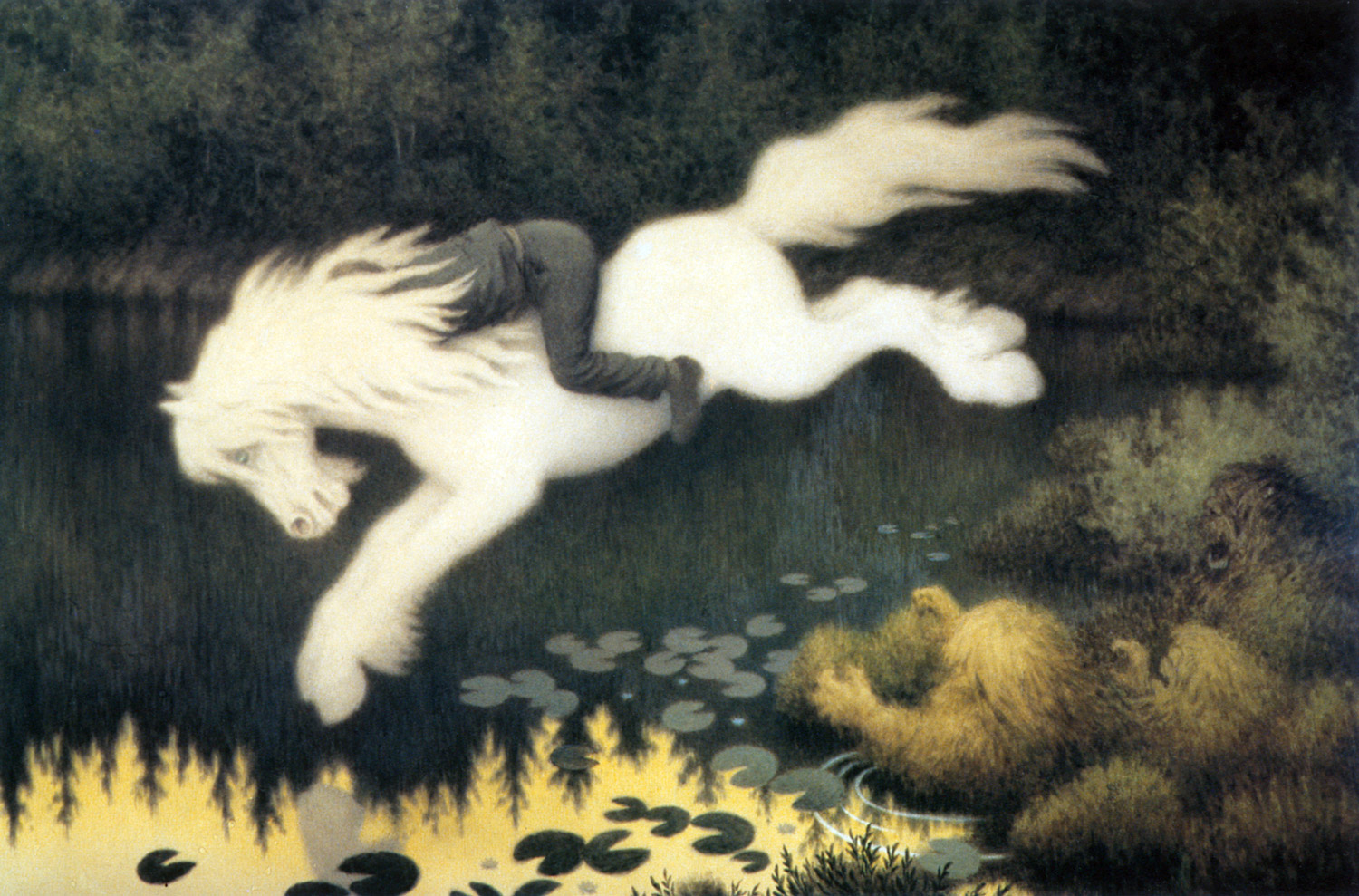
Bäckahästen är Skånes landskapsväsen enligt Ebbe Schön.

## Lundensiska symboler
I Lund finns Lunds universitet som skapades på 1600-talet av Sverige för att få mer kontroll över Skåne. Lunds universitet har mörkblå och guld som symboliska färger. De har också mottot: "Ad utrumque [paratus]" som betyder "Beredd till bådadera" vilket syftar till boken och svärdet. Både färgerna och mottot kan ses i Lunds universitets logotyp.
Lunds domkyrka invigdes på 1100-talet. Domkyrkan hade påvens viktigaste biskop i norden. Kyrkan kan i sig själv ses som en symbol och har också symboler associerat med sig.

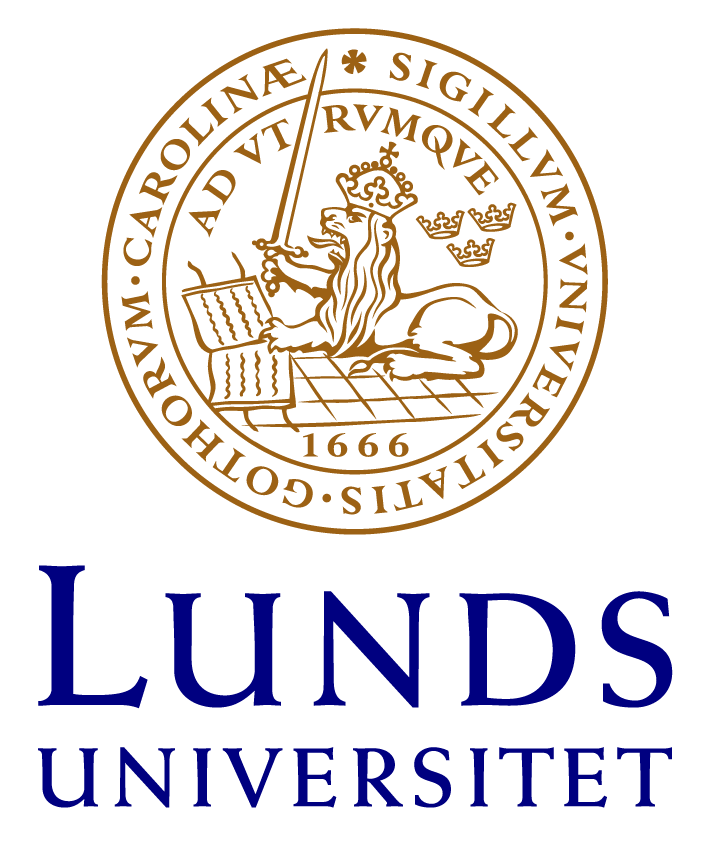
Logotyp för Lunds universitet.
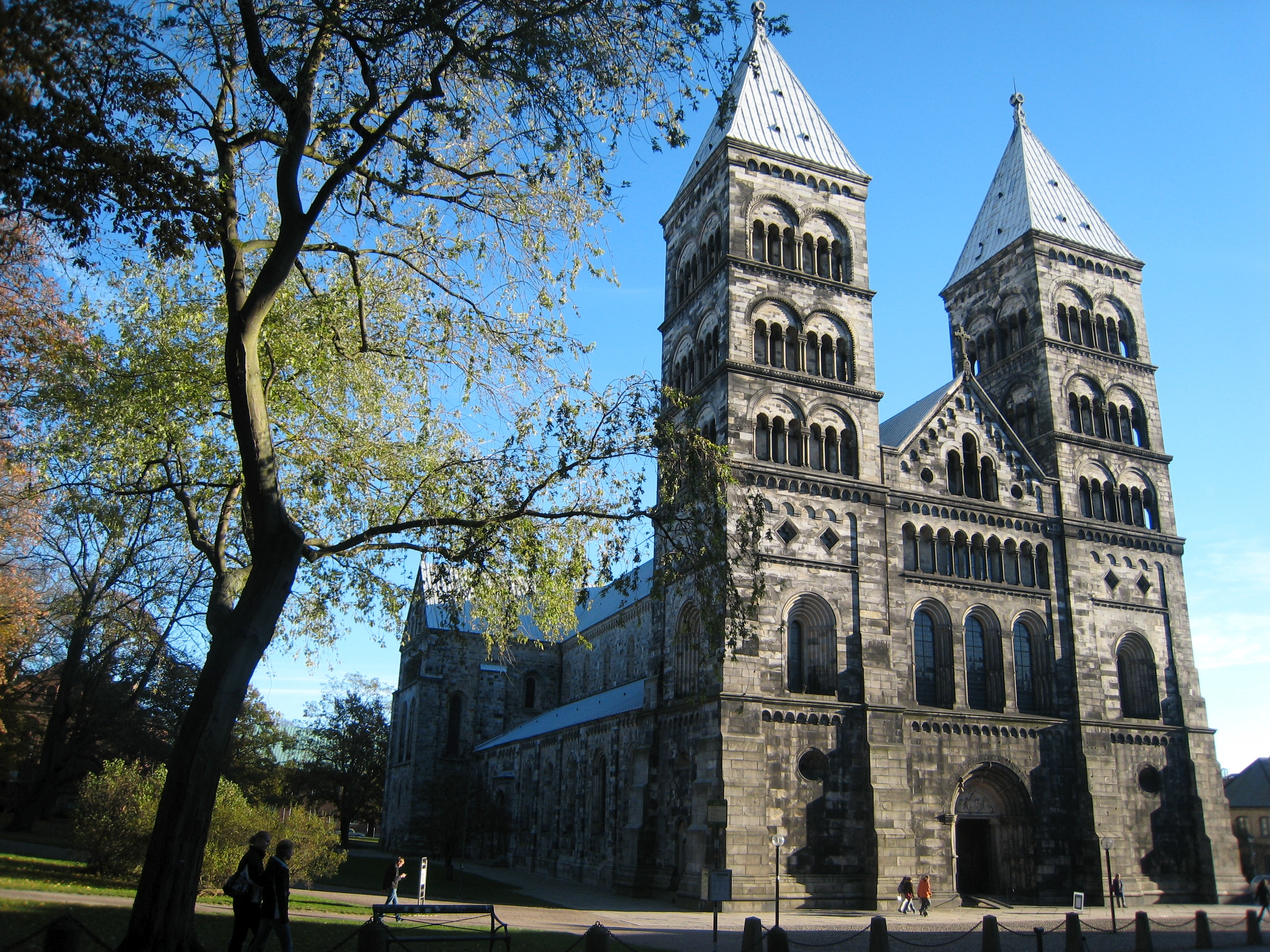
Lunds domkyrka
Den skånska kommunen Lunds kommunvapen.